# Der Hauptmann von Peshawar
Der Hauptmann von Peshawar ist ein US-amerikanischer Abenteuerfilm aus dem Jahr 1953 von Henry King. Die Produktion der 20th Century Fox war einer der ersten in Technicolor gedrehten Filme. Das Drehbuch basiert auf dem 1916 erschienenen Roman King of the Khyber Rifles von Talbot Mundy und spielt zur Zeit des Indischen Aufstandes von 1857.

## Handlung
Captain King kommandiert eine Versorgungskolonne, die die Garnison in Peschawar zum Ziel hat. Durch eine Warnung des Inders Ahmed kann er den Angriff von Rebellen unter Karram Khan abwehren. Zudem kommt ihm Verstärkung unter Lieutenant Heath zur Hilfe. Khan führt seine Angriffe schon seit Monaten aus. Da er sein Lager im Khyberpass aufgeschlagen hat, konnte er von den Briten bislang nicht gestellt werden.
In der Garnison macht King bei General Maitland Meldung und informiert ihn, dass die einfachen Leute durch Mullahs aufgehetzt werden. Ahmed, dessen Bruder durch Khan getötet wurde, warnt vor der bevorstehenden Nacht der langen Messer, in der alle Kolonisten getötet werden sollen. Er möchte sich den Khyber Rifles anschließen, einer Truppe einheimischer Freiwilliger.
Während General Maitland eine Meldung über die baldige Lieferung neuer Gewehre erhält, macht sich King zu seiner Unterkunft auf, die er sich mit Heath und Lieutenant Baird teilt. Heath bewundert Kings Taschenuhr, ist aber von einem Porträt irritiert, das Kings Eltern zeigt. Kings Vater war ein britischer Offizier, seine Mutter Inderin. Seine Eltern wurden bei einem Aufstand 1833 ermordet, er wurde daraufhin von dem Inder Hamid Bara aufgezogen. King will diesen nun aufsuchen.
Bara ist Priester geworden, sein Sohn Hassan ist verschwunden. In Peschawar begegnet King Maitlands Tochter Susan und deren Dienerin Lali. Die Einwohner hören einem Mullah zu, der gegen die Briten wettert. King geleitet die beiden Frauen in die Sicherheit der Garnison. Hier erfährt er, dass Heath in seiner Abwesenheit um eine andere Unterkunft gebeten hat. General Maitland lädt King zum Abendessen ein, um sich für die sichere Rückkehr seiner Tochter zu bedanken. Er überträgt ihm das Kommando über die Khyber Rifles, einer Elitetruppe, die für ihre mangelnde Disziplin berüchtigt ist. King hat erfahren, dass Hassan der Rebellenanführer Karram Khan geworden ist.
King trainiert seine Truppe und wird von Susan bewundert. Sie lädt ihn zu einem Offiziersball ein, wird jedoch von ihm versetzt. Auf dem Ball erfährt sie, dass es King als Halb-Inder nicht erlaubt ist, die Offiziersmesse und somit den Ball zu besuchen. Wütend über die rassistische Anordnung verlässt sie den Ball. Sie findet King, der ihr zu verstehen gibt, dass er sich mit diesen Dingen abgefunden habe.
Am folgenden Tag schleicht sich Susan aus der Garnison und folgt King, der in die Stadt reitet. King erzählt ihr von seinen Eltern. Bei der Rückkehr suchen sie in einer Ruine Schutz vor einem aufziehenden Sturm. Noch bevor es zu stürmen beginnt, werden sie von Rebellen angegriffen, die Susan als Geisel nehmen wollen. King kann die Entführung verhindern. General Maitland hat unterdessen mehrere Suchtrupps ausgesandt. King und Susan werden von Heath gefunden und zurückgebracht. Dem General wird klar, dass sich Susan in King verliebt hat und will sie nach England schicken, was diese gegen ihn aufbringt.
Ein Soldat von Bairds Truppe kommt, auf ein Pferd gebunden, in der Garnison an. Der Mann ist tot, an seiner Leiche befindet sich eine Nachricht von Karram Khan. Der hat Baird mit seinen Männern gefangen nehmen können und verlangt als Austausch die neuen Gewehre. Maitland beordert Heath, die Waffenlieferung auf einer anderen Route durchzuführen. King bietet an, Khan anzugreifen und zu töten, was jedoch einem Selbstmordkommando gleichkommt, was der General ablehnt. King sucht Susan auf, um sie zur Rückkehr nach England zu bewegen. Er gesteht ihr, dass er sie ebenso liebe, was Susan zur Einsicht bringt. Sie will in England auf ihn warten. Der General sieht, wie King Susans Unterkunft verlässt und will ihm nun doch befehlen, seinen Angriff auf Khan durchzuführen. Doch King ist schon unterwegs zum Khyberpass.
King wird von Khans Männern aufgegriffen und ins Lager gebracht. Er gibt vor, desertiert zu sein, da er den Rassismus nicht mehr ertragen könne. King wird als Gefolgsmann akzeptiert. In der Nacht schleicht er sich in Khans Zelt um diesen zu erstechen, zögert jedoch zu lange. Khan erwacht und kann flüchten. King wird gefangen genommen und muss am nächsten Tag mit ansehen, wie Baird und seine Männer mit Speeren hingerichtet werden. Kahn lässt King laufen, da er sein Leben geschont hat, bricht aber alle Bindungen aus früheren Zeiten ab.
Zurück in der Garnison wird King in Arrest genommen. Maitland schenkt Kings Aussagen keinen Glauben, insbesondere nicht, dass Khan einen Plan habe, womit die Briten die neuen Gewehre nicht benutzen können. Er schickt ihn in seine Unterkunft. Dort informiert ihn Heath, dass alle Frauen evakuiert worden seien. Susan hat für ihn eine Nachricht hinterlassen, dass sich ihre Einstellung nicht geändert habe.
Maitlands Diener, ein geheimer Anhänger Khans, erzählt den einheimischen Soldaten der Khyber Rifles, dass die Kugeln der neuen Gewehre mit Schweinefett eingerieben seien. Da die Patronen vor dem Einsatz aufgebissen werden müssen, ist dies für die gläubigen Hindus ein Tabu. King erklärt Maitland, dass die Inder die neuen Gewehre ablehnen. Er erzählt seinen Soldaten, dass das Gerücht falsch sei und demonstriert vor ihnen das Laden eines Gewehres. Tatsächlich sind seine Männer nun überzeugt und folgen King auf seine Mission, Khan unschädlich zu machen.
Als King mit seinen Männern das Lager erreicht hat, wollen diese die Gewehre doch nicht nutzen. Stattdessen stürzen sie sich mit Messern auf die Rebellen. Der blutigen Kampf endet siegreich für die Khyber Rifles. Nach Susans Rückkehr führt King seine Männer in einer Parade an den Offizieren vorbei.

## Produktion
Gedreht wurde der Film vom 22. Juli bis Ende August 1953 in den Alabama Hills sowie auf der Movie Ranch des Studios bei Chatsworth. Als Berge des Himalaya dienten die Gipfel der Sierra Nevada.
20th Century Fox sicherte sich 1928 die Rechte an Mundys Roman. 1929 entstand unter der Regie von John Ford der Film The Black Watch. 1936 sollte Kenneth Macgowan die Produktion für eine Neuverfilmung übernehmen, doch es kam nicht dazu. Ein Angebot der Paramount Pictures, die Filmrechte zu kaufen, wurde von Fox 1941 abgewiesen. 1951 wurde das Studio von Dawn Mundy Provost, der Witwe des Romanautors, auf Zahlung von 21.500 Dollar verklagt, die ihr ihrer Meinung nach zuständen, da sie 1943 das Urheberrecht für den Roman erneuern ließ. Über den Ausgang der Verhandlung ist nichts bekannt.

## Stab und Besetzung
Lyle R. Wheeler und Maurice Ransford waren die Filmarchitekten, Walter M. Scott, Fred J. Rode und Paul S. Fox die Szenenbildner. William Travilla entwarf die Kostüme. Roger Heman sr. und E. Clayton Ward waren für den Ton verantwortlich.
In kleinen nicht im Abspann erwähnten Nebenrollen traten Rudy Bowman, John Farrow, George Khoury und Gavin Muir auf.

## Synchronisation
| Rolle          | Schauspieler       | Deutscher Synchronsprecher |
| -------------- | ------------------ | -------------------------- |
| Cpt. King      | Tyrone Power       | Hans Nielsen               |
| Susan Maitland | Terry Moore        | Margot Leonard             |
| Gen. Maitland  | Michael Rennie     | Siegfried Schürenberg      |
| Lt. Heath      | John Justin        | Peter Petersz              |
| Karram Khan    | Guy Rolfe          | Hans Wiegner               |
| Ali Nur        | Frank De Kova      | Heinz Giese                |
| Lali           | Argentina Brunetti | Eva Eras                   |
| Dr. Lee        | Gavin Muir         | Hans-Albert Martens        |
| Lt. White      | Patrick Whyte      | Erich Fiedler              |

## Veröffentlichung
Die Premiere des Films fand am 22. Dezember 1953 in New York statt. In der Bundesrepublik Deutschland kam er am 30. April 1954 in die Kinos, in Österreich im Januar 1955.

## Kritiken
Das Lexikon des internationalen Films schrieb: „Romantisch-spannender Abenteuerfilm mit viel Routine, großem äußerem Aufwand und soliden Darstellern in Szene gesetzt. Aber solide Unterhaltung, reizvoll durch die mit räumlicher Tiefe und farblicher Brillanz einbezogene Landschaft im Scope-Format.“
Der TV Guide beschrieb das Werk als mitreißendes Abenteuer. Es sei herrlich unterhaltsam, voller Energie und Fingerspitzengefühl.

## Auszeichnungen
Henry King wurde 1954 für den Directors Guild of America Award nominiert.